# Neue Schweiz
Die Neue Schweiz war eine politische Organisation der Schweiz, die der Frontenbewegung zugerechnet wird.

## Geschichte
Im März 1933 wurde die Neue Schweiz unter Federführung des Berner Regierungsrates Fritz Joss gegründet. Man begann, die Zeitung Neue Schweiz zu publizieren. Bereits Ende des Jahres kam es zur Spaltung der Organisation. Im Juni 1934 ernannte man den Pfarrer Erwin Joss zum obersten Landesleiter.
Es kam zu vermehrten Kontakten mit der Nationalen Front und in der Folge unter einigen Mitgliedern der Neuen Schweiz zur Radikalisierung.
Im April 1935 traten viele Mitglieder aus der Organisation aus. Im Dezember 1935 wurde die Zeitung Neue Schweiz eingestellt. Anfang 1936 löste sich die Bewegung schliesslich auf, und die verbliebenen Mitglieder traten der Organisation Das Aufgebot bei.

## Politische Ausrichtung
Die Organisation wollte den schweizerischen Mittelstand, das Handwerkertum und die Familien vertreten. Man stand hinter der schweizerischen Demokratie, wünschte aber eine Erneuerung des Systems. Der Protestantismus war Grundlage des politischen Denkens und man lehnte den Bolschewismus ab. Die Neue Schweiz trat für die Interessen von Handwerk und Gewerbe ein und richtete ihre Aktionen gegen grosse Warenhäuser und Grosshandelsunternehmen. Aus diesem Grund unterstützte sie aktiv das Filialverbot.